# Horneburg
Horneburg (plattdeutsch Hornborg) ist ein niedersächsischer Flecken in der Samtgemeinde Horneburg im Landkreis Stade. Er liegt zwischen Buxtehude und Stade in den Elbmarschen (Altes Land) am Rande zur Geest.
In Horneburg fließen Aue und Landwettern zusammen. Der linkselbische Tidefluss trägt ab hier den Namen Lühe.

## Nachbargemeinden
Die angrenzenden Gemeinden sind gleichzeitig größtenteils Bestandteil der Samtgemeinde Horneburg. Außer der Gemeinde Agathenburg liegen Dollern, Bliedersdorf und Nottensdorf bei Horneburg.

## Geschichte

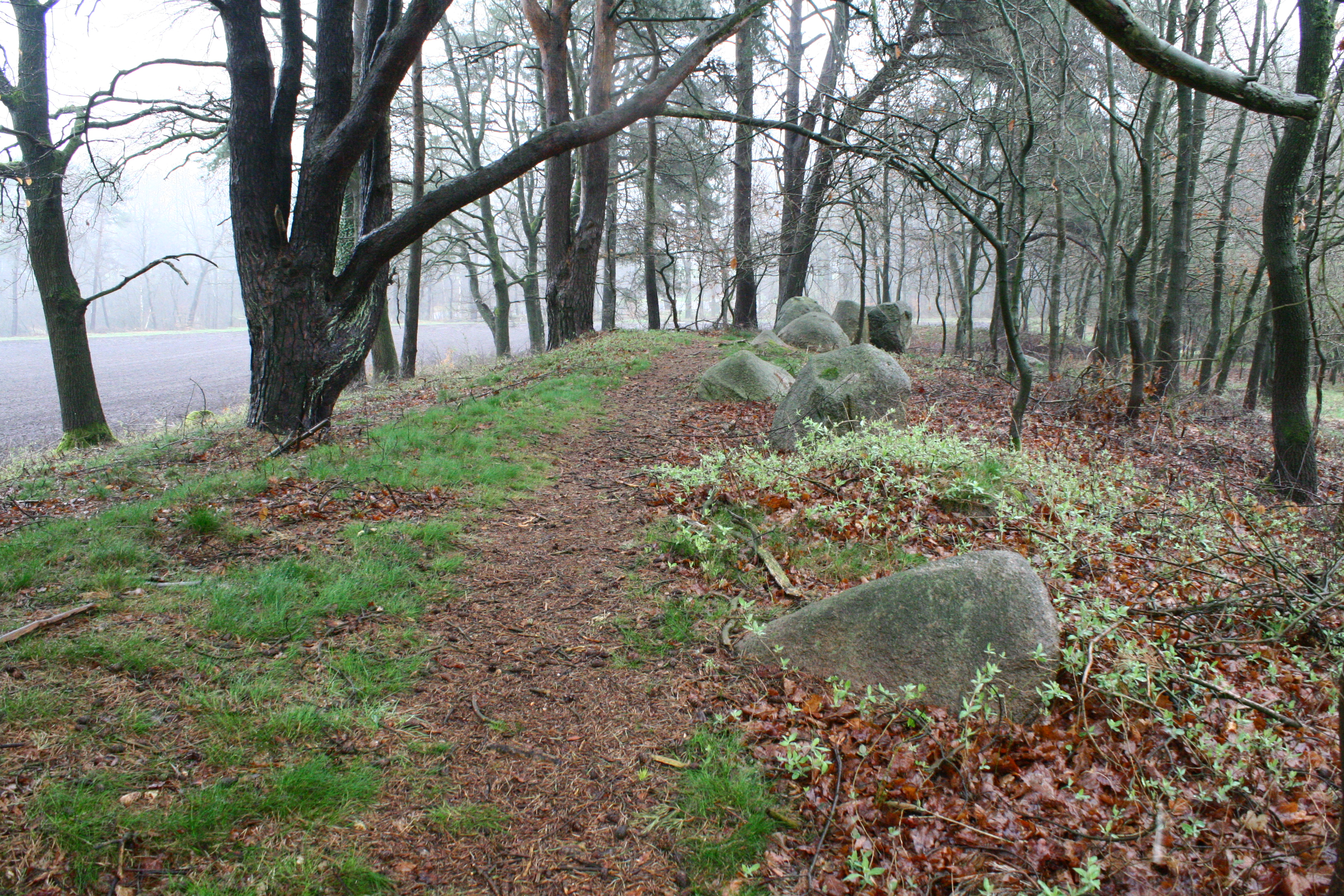
Großsteingrab Daudieck A (Horneburg 2)

Der älteste Beleg für eine Besiedlung des Horneburger Geestrandes am Urstromtal der Elbe ist die „Nekropole Daudieck“ mit etwa 50 Hügelgräbern und drei Großsteingräbern aus der Jungsteinzeit westlich von Gut Daudieck. Dort git es einen archäologischen Lehrpfad. Die Gräber datieren in die Zeit um etwa 3500 v. Chr., was anhand von Grabbeigaben feststellbar war.

### Mittelalter
An der Kreuzung zweier mittelalterlicher Heer- und Handelswege mit einer Furt durch die Lühe entstanden Markt, Warenumschlag- und Wegezollstelle, Pferdewechselstationen und Ausspanne für Kaufleute, Händler, Pilger und Studenten, Hausierer und Bettler. Handwerker siedelten sich an und gewährleisteten mit ihrer Fachkenntnis und Arbeitsleistung die Fortsetzung der Reise, wenn die unbefestigten Fernverkehrswege Schuhwerk, Wagen und Karren, Zaumzeug und Fässer bei Unfällen oder durch Verschleiß beschädigt oder zerstört hatten. Im ausgehenden Mittelalter wurde Horneburg so durch den Erzbischof und Landesherrn zu einem Marktflecken privilegiert.
Die Geschichte des heutigen Fleckens Horneburg ist bis in das 19. Jahrhundert mit der der Burgmänner auf der Burg Horneburg eng verflochten. Zunächst werden um 1200 zwei Ritterfamilien in Urkunden als Zeugen genannt, nämlich die von Borch auf der Stader Geest und die Schulte von der Lühe im Alten Land. Sie sind, gemeinsam mit anderen Adelsfamilien der Umgebung, Burgmänner auf der 1255 erbauten Horneburg. Im Schutze der Horneburg entstand die gleichnamige Ortschaft. 1311 wurde die Horneburg im Zuge der Gefangennahme Heinrich von Borchs, des Isern Hinnerk, belagert und erobert. Während einer Fehde mit dem Bistum Verden und den Herzögen von Braunschweig-Lüneburg wurde die Horneburg 1426 erneut belagert. Diese Belagerung musste allerdings erfolglos abgebrochen werden.

### Frühe Neuzeit und 19. Jahrhundert
Um 1500 löste sich die Wohngemeinschaft der Burg auf, und die adeligen Familien bauten sich Gutshäuser außerhalb des Burggeländes. Der schwedische Generalleutnant Hans Christoph von Königsmarck ließ die Burg 1645 abreißen. Das Niedersächsische Landesarchiv ist im Besitz einer Handschrift Stammbuch Caspar Schulte, Burgmann zu Horneburg, für die Zeit von 1607 bis 1771. Urheber ist Caspar von Schulte zu Horneburg und Kuhmühlen.
Der Hafen in Horneburg hatte bis zum Beginn des Eisenbahnbaus 1881 eine größere Bedeutung für Horneburg und das Umland.

Von Bedeutung war der Fährverkehr über die Elbe nach Hamburg und Schleswig-Holstein. Schwedische Jordebücher und der Transport Jütländischer Rinderherden geben Auskunft über Fährverbindungen nach Wedel (Holstein). Händler kauften in Dänemark jährlich mehr als 20000 Stück Vieh auf, die im Horneburger Hafen landeten und auf dem so genannten Ochsenweg bis in die Niederlande getrieben wurden.

### 20. Jahrhundert
In der Zeit des Nationalsozialismus befand sich in Horneburg ein Außenlager des Konzentrationslagers Neuengamme. Es wurde im Oktober 1944 eingerichtet. Etwa 300 jüdische Frauen und Mädchen leisteten Zwangsarbeit in den Valvo-Röhrenwerken, die ihren Betrieb im Juni 1943 aus Hamburg nach Horneburg verlegt hatten. Hinzu kamen Niederländerinnen aus dem Konzentrationslager Ravensbrück. Ende März 1945 erfolgte der Abtransport ins Konzentrationslager Bergen-Belsen, das den meisten den Tod brachte. Im Jahr 2000 besuchten zwei Überlebende Horneburg; diese Geste der Versöhnung wurde von der Bevölkerung mit großer Dankbarkeit aufgenommen.
Der Zweite Weltkrieg endete für Horneburg in den letzten Apriltagen 1945. Nach stundenlangem heftigen Beschuss durch britische Panzer wurde der Ort übergeben. Vorher hatten deutsche Wehrmachtangehörige noch zwei Straßenbrücken und die Eisenbahnbrücke über die Aue gesprengt.

### Einwohnerentwicklung
- 1995: 5.646
- 2001: 5.606
- 2011: 5.709
- 2018: 6.161

## Politik

### Gemeinderat
Der Rat der Gemeinde Horneburg besteht aus 19 Ratsfrauen und Ratsherren. Dies ist die festgelegte Anzahl für die Mitgliedsgemeinde einer Samtgemeinde mit einer Einwohnerzahl zwischen 6.001 und 7.000 Einwohnern. Die Ratsmitglieder werden durch eine Kommunalwahl für jeweils fünf Jahre gewählt. Die aktuelle Legislaturperiode begann am 1. November 2021 und endet am 31. Oktober 2026.
Die vergangenen Gemeinderatswahlen ergaben folgende Sitzverteilungen:
| Wahljahr | CDU | SPD | Grüne | FDP | FWG AUE | PARTEI | Gesamt   |
| -------- | --- | --- | ----- | --- | ------- | ------ | -------- |
| 2021     | 5   | 4   | 3     | 3   | 3       | 1      | 19 Sitze |
| 2016     | 8   | 4   | 2     | 0   | 3       | 0      | 17 Sitze |
| 2011     | 8   | 3   | 3     | 0   | 3       | 0      | 17 Sitze |

(Stand: Kommunalwahl vom 12. September 2021)

### Bürgermeister
Seit 2021 ist Jörk Philippsen (FWG AUE) Bürgermeister im Flecken Horneburg. Die vorherigen Bürgermeister waren:
| Name                  | Partei | Amtszeit  |
| --------------------- | ------ | --------- |
| Hans-Jürgen Detje     | CDU    | 2001–2021 |
| Klaus Graß            | SPD    | 1996–2001 |
| Wilfried Böhn         | CDU    | 1991–1996 |
| Hans-Heinrich Dankers | SPD    | 1986–1991 |
| Ernst-Georg zum Felde | CDU    | 1981–1986 |
| Hans-Heinrich Dankers | SPD    | 1964–1981 |

### Gemeindepartnerschaft
Partnergemeinde von Horneburg ist Neumarkt im Mühlkreis im österreichischen Bundesland Oberösterreich.

### Wappen
Blasonierung: Das Wappen der Gemeinde zeigt einen Schild mit einer roten Burg auf goldenem Grund mit schwarzem Fuß; im schwarzen Fuß ein mit dem Mundstück nach rechts weisendes goldenes Horn.

## Sehenswürdigkeiten, Veranstaltungen

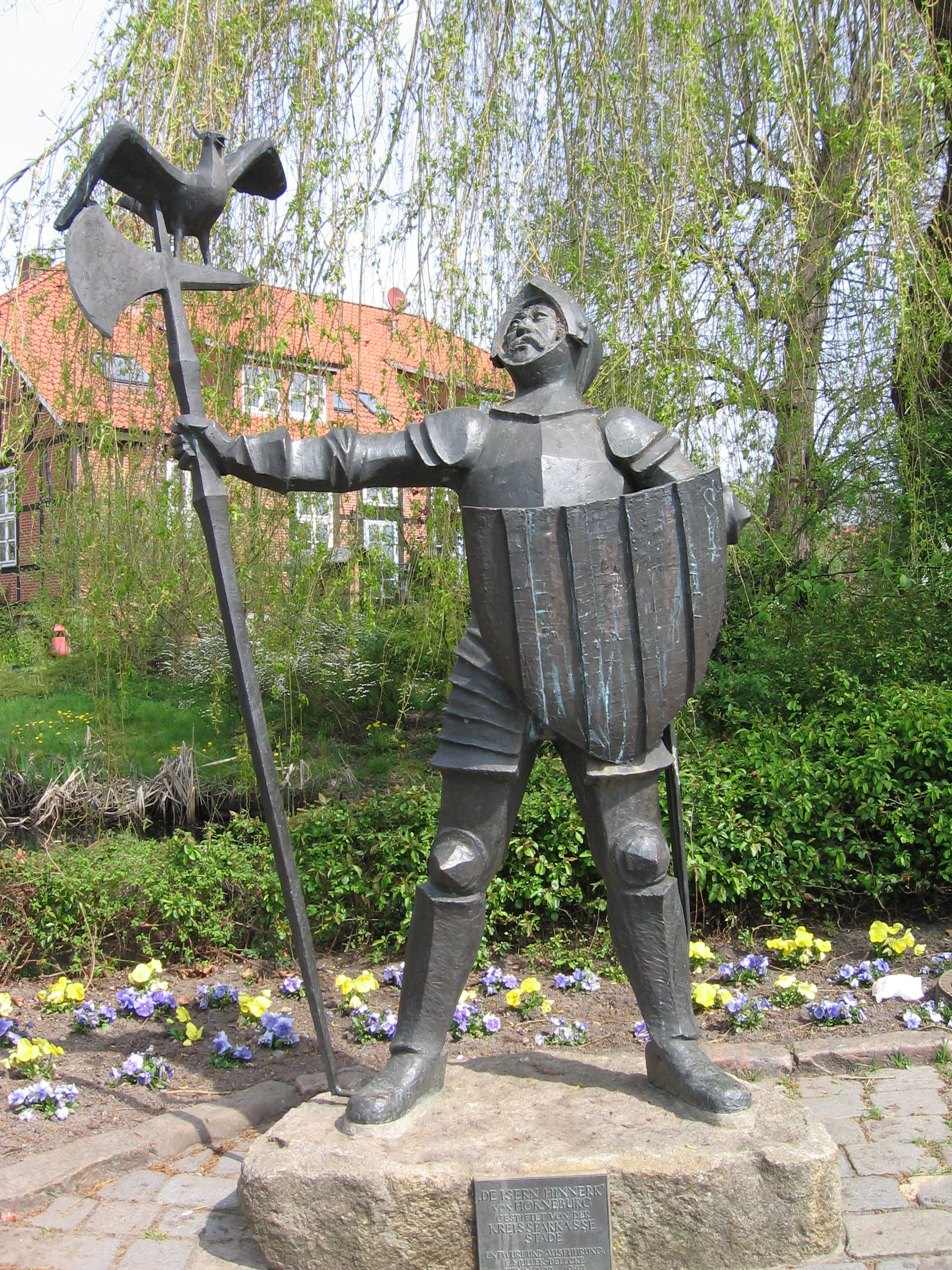
Bronzeplastik Isern Hinnerk

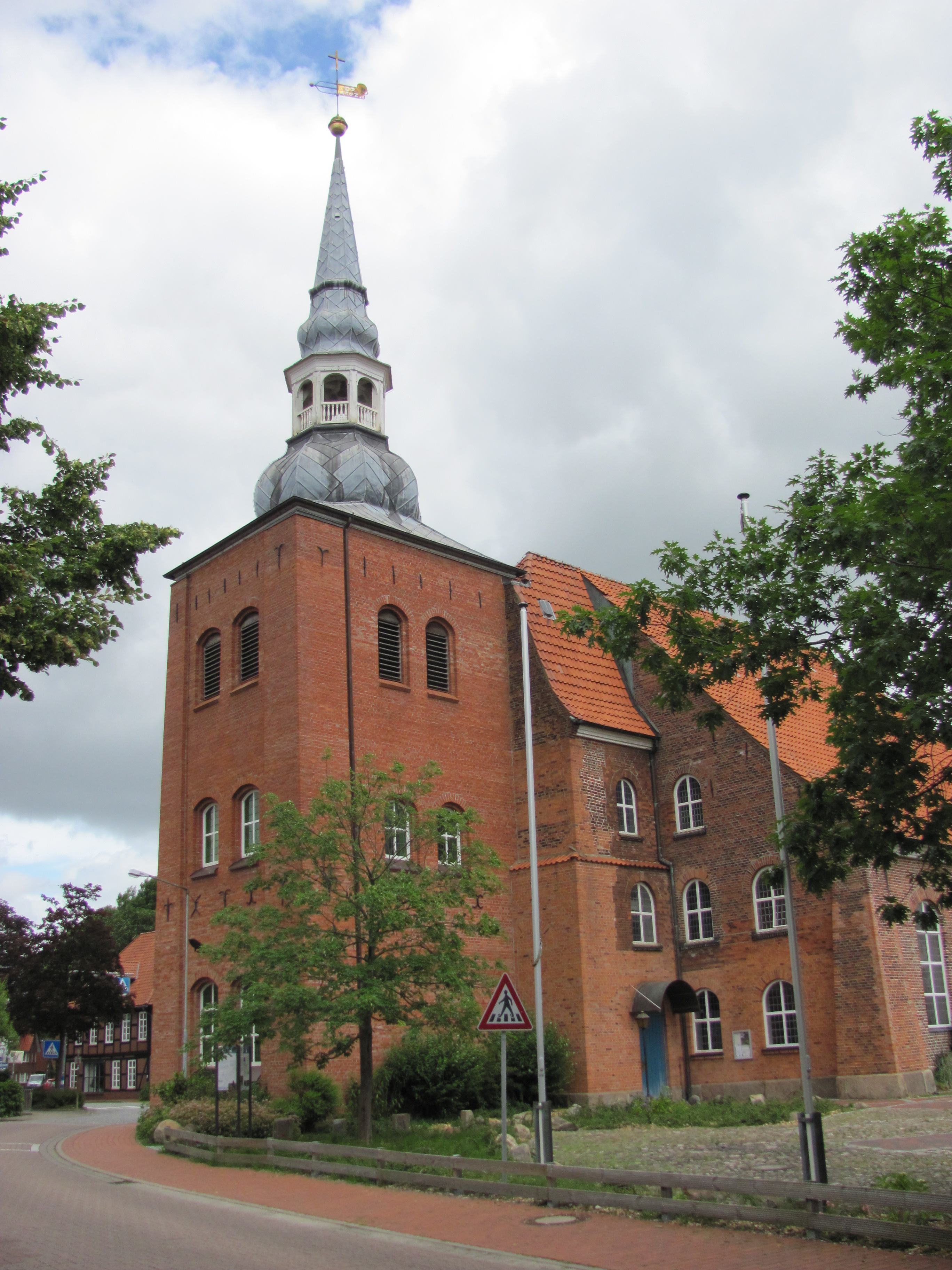
Liebfrauenkirche

- Die Burg Horneburg war eine spätmittelalterliche stiftsbremische Wasserburg von um 1255, die auf Teilen des Klosters Harsefeld gebaut wurde. Sie ist nicht erhalten, aber der Burggraben ist noch erkennbar.
- Das zweigeschossige Alte Zollhaus auf der Vorburg erinnert an das Privileg der Burgmänner, Wege- und Brückenzölle zu erheben. Das Fachwerkhaus war seit 1779 Werkstatt, später Sparkasse und ist heute ein Wohnhaus. Ein gusseisernes Ladenfenster mit Rankenbögen ist erhalten.
- Der eingeschossige Burgmannshof von 1509/10 der Familie Schulte von der Lühe auf der Vorburg war das erste Gutshaus, das die Erweiterung des Fleckens nach Westen bewirkte.
- Die Bronzeplastik Isern Hinnerk von Frijo Müller-Belecke am Burgmannshof stellt Heinrich von Borch dar, der als Burgmann zu Horneburg am Anfang des 14. Jahrhunderts als Ministerialer des Erzbischofs von Bremen lebte. Um den Ritter entstanden viele Sagen. Das Denkmal zeigt, wie Kiebitze sein Versteck im Moor an seine Häscher verrieten.
- Das Gutshaus der Familie von Düring auf dem Vorburggelände wurde 1840 als siebenachsiges niedersächsisches Hallenhaus errichtet. 1886 erfolgte der Umbau zu einem zweigeschossigen Herrenhaus im Tudorstil des Historismus. Südlich steht der angebaute, dreigeschossige Backsteinturm. Es wird umgeben von einem englischen Landschaftspark, Standort der ehemaligen Burg Horneburg.
- Das Handwerksmuseum befindet sich im ehemaligen Pferdestall nahe dem Gutshaus, einem eingeschossigen Backsteinbau mit schiefergedecktem Satteldach und Eisenfenstern.
- Die ehemalige Sierkesche Wassermühle (Au-Mühle) des Gutes Düring von 1877 an der alten Aue ist zum Wohnhaus umgebaut worden. Sie war die einzige Gezeitenmühle in Deutschland (53° 30′ 37,4″ N, 9° 35′ 19,5″ O). Sie nutzte den Tidenhub der Unterelbe als Antrieb.

- Die Liebfrauenkirche, gestiftet durch die Horneburger Burgmänner, wurde 1396 erstmals erwähnt. Die im Dreißigjährigen Krieg zerstörte Kirche wurde 1632 wieder aufgebaut und ab 1670 mehrfach umgebaut und nach Süden erweitert. 1729 wurde sie auf den alten Grundmauern im Stil des Barocks erneuert. Sie erhielt 1739 einen neuen Westturm. Die Orgel und ihr Prospekt von 1755 wurden 2000 restauriert und um ein zweites Manual erweitert.
- Das zweigeschossige Rathaus mit Rundbogenfenstern beherbergte seit 1615 die Horneburger Posthalterei mit Ausspann. 1862 wurde es umgestaltet und verputzt. Die frühere Apotheke auf der Geestseite hat eine vorgelagerte zweiarmige Freitreppe.
- Das Haus Dankers am Marschdamm ist ein giebelständiges Fachwerkhaus von um 1900.
- Die im 14. oder 15. Jahrhundert zu Ehren der heiligen Gertrud von Nivelles erbaute und geweihte Gertrudenkapelle stand auf dem heute „Alter Friedhof“ genannten außerhalb des alten Ortskerns an einer alten Fernhandelsstraße angelegten Begräbnisplatz am heutigen Horneburger Vordamm. Sie wurde 1632 zerstört und am Ende des Dreißigjährigen Krieges abgetragen. Durch archäologische Grabungen konnten 1988 Teile der unter der Erdoberfläche erhaltenen Fundamente und Fußbodenplatten freigelegt und der Standort der Kapelle bestimmt werden. Die Ausmaße des Grundrisses veranschaulichen seither in der Mitte des Alten Friedhofes auf der Rasenfläche aneinandergereihte Findlinge.[8]
- Das Pegelhaus am Ende des Marschdamms ist ein technisches Denkmal von 1910.
- Die Horneburger Vogelsammlung (nähe Bahnhof) mit rund 380 Vogelpräparaten ist das Lebenswerk des Hobbypräparators Johannes Heinßen (1903–2002).

### Veranstaltungen
Der Horneburger Herbstmarkt findet seit 1734 regelmäßig am zweiten Freitag im Oktober statt. Der Markt mit 200 Schaustellern wird von 10.000 bis 15.000 Menschen besucht. Die 1734 ausgestellte Urkunde erlaubte dem Ort zu Beginn nur einen Schweinemarkt abzuhalten. Erst zu einem späteren Zeitpunkt wurde es dem Veranstalter erlaubt, auch einen Pferdemarkt zu betreiben. Bereits zur Zeit des Ersten Weltkriegs war es einer der größten Pferdemärkte Norddeutschlands. Früher wurden bis zu 1200 Pferde aufgetrieben. Der Pferdehandel ist seit 2024 aufgrund von Tierschutzbedenken, nicht mehr Bestandteil des Marktes.

## Infrastruktur

### Schulen
- Dreizügige Grundschule Horneburg
- Johann-Hinrich Pratje -Oberschule (Sekundarstufe I) von 1939, Neubau von 1957, Mensa von 2013

### Kindergärten
Im Flecken befinden sich mehrere Kindergärten. Die AWO betreibt den Kindergarten/Hoki, den Moorwichtel-Kindergarten, den Waldkindergarten „Laubfrösche“, Spatzennest und einen im Jahr 2020 neugebauten Kindergarten im Blumenthal.

### Freiwillige Feuerwehr
Die Freiwillige Feuerwehr von 1880 ist Nachfolger der Gemeindefeuerwehr. Ihre Einsatzschwerpunkte sind die Bundesstraße 73, die Bundesautobahn 26 sowie die Betreuung medizinischer Notfälle zur Verkürzung des versorgungsfreien Intervalls.

### Sport
- Sportverein VfL Horneburg mit circa 1500 Mitgliedern und Sportangeboten in den Sparten Badminton, Fußball, Handball, Judo, Leichtathletik, Radsport, Tischtennis, Turnen und Volleyball. Überregional bekannt ist der Verein aufgrund seiner erfolgreichen Handball-Sparte.
- Sporthalle der Gemeinde, Hermannstraße
- Reithalle des Reiter- und Voltigiervereines
- Mehrzweck-Sporthalle des VfL Horneburg, Hermannstraße
- Sporthalle der Grundschule am Leineweberstieg
- Sportanlage mit Laufbahn in Blumenthal
- Sportplatz Hermann-Straße
- Tennisanlage Blumenthals, 5 Sandplätze
- VfL Sport-Treff mit Sport- und Fitnessprogramm

### Vereine
- Reiterverein Horneburg und Umg. von 1922
- Förderverein Freibad Horneburg
- DRK-Ortsverein Horneburg
- Jugendkonferenz Samtgemeinde Horneburg
- Fördervereine der Freiwilligen Feuerwehr und Kindergärten
- Deutsche-Lebens-Rettungsgesellschaft (DLRG) Ortsgruppe Horneburg-Altes Land
- Methusalem, Tennis-Verein
- Schützenverein Horneburg
- Briefmarkensammler-Verein Horneburg und Umgebung

## Wirtschaft und Verkehr

### Wirtschaft
Horneburg ist Teil der Metropolregion Hamburg. Blumenthal hat ein Gewerbegebiet mit mehreren Unternehmen u. a. Musterhauspark der Viebrock AG. Außerdem gibt es das Gewerbegebiet Industriestraße an der Bundesautobahn 26 mit mehreren baunahen Firmen.

### Verkehr
Horneburg hat einen Bahnhof an der Niederelbebahn, der von Start-Zügen der Linie RE 5 Hamburg–Cuxhaven sowie der S-Bahn Hamburg bedient wird. Er liegt im Gebiet des Hamburger Verkehrsverbunds (HVV). Die Linie S5 der S-Bahn Hamburg verkehrt montags bis freitags morgens und abends im Rhythmus von 20 Minuten in beide Richtungen. In den sonstigen Zeiten im Takt von 40 bzw. 60 Minuten.
| Linie | Verlauf |
| ----- | --- |
| RE5   | Hamburg Hauptbahnhof – Hamburg-Harburg – Buxtehude – Horneburg – Stade – Hammah – Himmelpforten – Hechthausen – Hemmoor – Wingst – Cadenberge – Otterndorf – Cuxhaven |

| Linie | Verlauf |
| ----- | --- |
| S 5   | Elbgaustraße – Eidelstedt – Stellingen (Arenen) – Langenfelde – Diebsteich – Holstenstraße – Sternschanze – Dammtor – Hauptbahnhof \ Hauptstrecke – Hammerbrook (City Süd) – Elbbrücken – Veddel (BallinStadt) – Wilhelmsburg – Harburg – Harburg Rathaus – Heimfeld (TU Hamburg) – Neuwiedenthal – Neugraben – Fischbek – Neu Wulmstorf – Buxtehude – Neukloster – Horneburg – Dollern – Agathenburg – Stade / in Tagesrandzeiten – Berliner Tor |

Südlich des Ortes verläuft die Bundesstraße 73, nördlich die Bundesautobahn 26. Die Straßen verbinden Horneburg mit Hamburg, Stade und Cuxhaven.

### Medien
- Kostenloses Magazin Meine Samtgemeinde für die Mitgliedsgemeinden seit März 2017
- Stader Tageblatt als Regionalzeitung (täglich außer Sonntags)
- Kostenlose Kreiszeitung Wochenblatt (Mittwoch und Samstag)

## Persönlichkeiten
In Horneburg geboren sind:

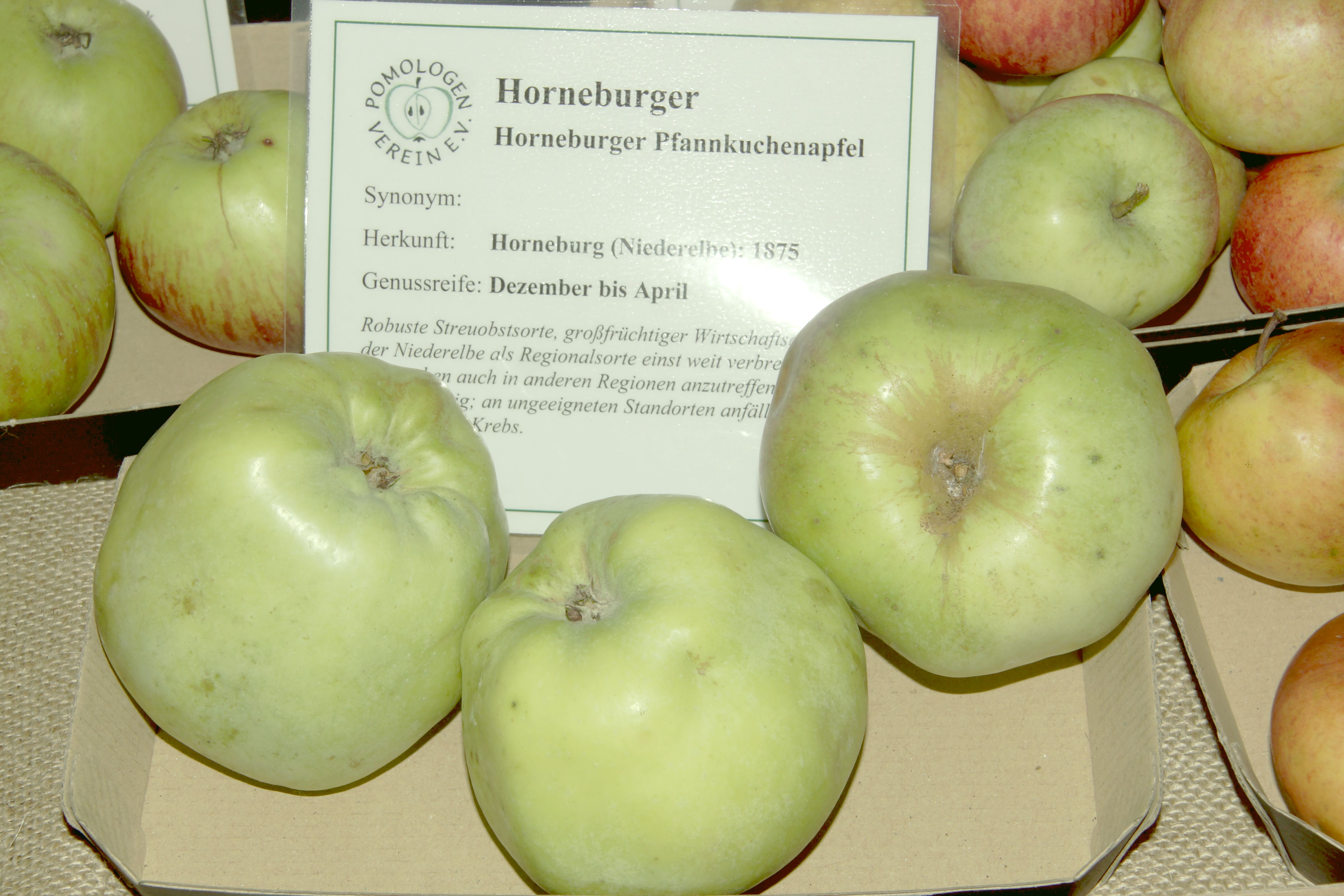
Der Horneburger Pfannkuchenapfel wurde nach dem Ort benannt

- Johann Christoph von Düring (1695–1759), schwedischer Feldmarschall
- Johann Hinrich Pratje (1710–1791), Generalsuperintendent und Historiker
- Konrad Johann Martin Langenbeck (1776–1851), Anatom, Chirurg und Augenarzt
- Heinrich Christian Schwan (1819–1905), deutsch-amerikanischer Theologe, Präsident der Lutheran Church – Missouri Synod
- Johann Cornelsen (1831–1892), Weinhändler und Reichstagsabgeordneter
- Oswald Aichel (1841–1913), Konsul
- Johannes Hoppe (1861–1925), Hofbesitzer und nationalliberaler Reichstagsabgeordneter
- Hermann Meyn (1907–1989), Landwirt und Politiker (SPD)
- Wilhelm Ehlers (1908–1998), Politiker (SPD), Mitglied des Niedersächsischen Landtags
- Erich Arp (1909–1999), ehemaliger schleswig-holsteinischer Landwirtschaftsminister (SPD)
- Richard Wilke (* 1945), ehemaliger Landrat des Landkreises Stade